# Pro Natura emlékérem
Az Országos Természetvédelmi Hivatal elnökének 1/1974. (TK.62.) számú utasítása alapította, kiemelkedő természetvédelmi tevékenységet folytató állami és társadalmi szervek, tudományos intézmények és személyek munkájának elismerésére. Az emlékérem adományozásának módját és feltételeit a megalapításától kezdve három esetben (a 2/1979.TK.18.OKTH számú utasítással; a 4/1990.III.4.KVM miniszteri rendelettel, valamint az 5/1992.II.21.KTM számú miniszteri rendelettel) általában szervezeti és személyi változások után módosították. A változtatások lényege az volt, hogy a mindenkori természetvédelmi főhatóság tevékenységének fokozatos bővítése következtében a kitüntethető személyek körét előbb a környezetvédőkre, később a területfejlesztőkre s végül gyakorlatilag mindenkire kitérjeszetették. Ezek mellett a leglényegesebb változás 1992-ben következett be, amikor a korábbi Pro Natura emlékérmet díjjá minősítették át, amelyből évente legfeljebb öt adományozható. A korábbi elnevezéssel pedig emlékplakettet alapítottak, melyből évente tíz adható.

## A díjazottak listája

### 1991
- Kovács Gábor területkezelő, Hortobágyi Nemzeti Park
- Sárvári Márta újságíró, Budapest
- Vargha János ökológus, Budapest
- Zólyomi Bálint botanikus, Magyar Tudományos Akadémia
- Levegő Munkacsoport, Budapest

### 1990
- Dévai György egyetemi docens, KLTE Ökológiai Tanszék
- Őri András igazgatóhelyettes, Hortobágyi Nemzeti Park
- Futó Elemér, a Kis-Balaton Tájvédelmi Körzet vezetője
- Mahunka Sándor, a Magyar Természettudományi Múzeum főigazgató-helyettese
- REFLEX Környezetvédő Egyesület, Győr

### 1989
- Balogh István újságíró, Magyar Rádió
- Gánti Tibor egyetemi tanár, Eötvös Loránd Tudományegyetem TTK
- Tóth Károly igazgató, Kiskunsági Nemzeti Park
- Hajdúsági Környezetvédelmi Gazdasági Társaság
- Magyar Madártani Egyesület

### 1988
- Láng István akadémikus, Magyar Tudományos Akadémia
- Rácz Gábor újságíró, Magyar Televízió
- Salamon Ferenc igazgató, Hortobágyi Nemzeti Park
- ELTE Természetvédelmi Klubja
- Komárom megyei Környezet- és Természetvédelmi Koordinációs Társulás

### 1987
- Antoni Ferenc akadémikus, egy.tanár, SOTE 1. sz. Kémia-biológia Intézet
- Baráth Károly természetvédelmi területkezelő, Hortobágyi Nemzeti Park
- Gál László alelnök, Szakszervezetek Országos Tanácsa
- Mészáros Ernő akadémikus, a Országos Meteorológiai Szolgálat igazgatója
- Udvari László csoportfőnök, Országos Tervhivatal

### 1986
- Balasi István természetvédelmi területkezelő, Országos Környezet- és Természetvédelmi Hivatal
- Bartkó Lajos nyugalmazott főgeológus, Magyar Állami Földtani Intézet
- Keszthelyi István főosztályvezető-helyettes, Országos Környezet- és Természetvédelmi Hivatal
- Pungor Ernő egyetemi tanár akadémikus, BME
- Straub F. Brunó akadémikus, Magyar Tudományos Akadémia

### 1985
- Gonda György nyugalmazott államtitkár
- Simon Tibor tanszékvezető egyetemi tanár, Eötvös Loránd Tudományegyetem
- Tamáskovits Nándor igazgató, Salgótarjáni Ötvözetgyár
- Tanács János természetvédelmi területkezelő, Bükki Nemzeti Park
- V. Nagy Imre egyetemi tanár, Budapesti Műszaki Egyetem

### 1984
- Radetzky Jenő nyugalmazott gimnáziumi tanár
- Szabó Imre TK-vezető
- Szebényi Imre egyetemi tanár, Budapesti Műszaki Egyetem
- Takács István tanácselnök, Kazincbarcika
- Országos Közegészségügyi Intézet, Településegészségügyi Főosztály Levegőhigiénés és Vízkémiai Laboratórium

### 1983
- Balogh János akadémikus, Eötvös Loránd Tudományegyetem Állatrendszertani Tanszék
- Francia József főosztályvezető, OMBF
- Héder Sándor irodavezető, MÉM Erdőrendezési Szolgálat
- Madas András nyugalmazott miniszterhelyettes, MTESZ
- A.V. Szidorenko akadémikus, Szovjet Tudományos Akadémia (posztumusz)
- Tóth György biológia-kémia szakos tanár, Kiss Ferenc Erdőgazdasági és Faipari Szakközépiskola

### 1982
- Csapody István botanikai felügyelő, Észak-Dunántúli Természetvédelmi Felügyelőség
- Gajdócsy István elnök, Bács-Kiskun Megyei Tanács
- Herczeg Károly főtitkár, Vasas Szakszervezet
- Kovács Margit tudományos tanácsadó, Magyar Tudományos Akadémia Botanikai Kutatóintézet
- Magyar Természetbarát Szövetség Társadalmi Erdei Szolgálata

### 1981
- Farkas István természetvédelmi őr
- Pataky Júlia főorvos, Fővárosi KÖJÁL
- Stefanovics Pál akadémikus, Gödöllői Agrártudományi Egyetem Talajtani Tanszék
- Tarnai Péter elnök, Tatai Vízgazdálkodási Társulat
- A Bács-Kiskun megyei Kommunális Szolgáltató Vállalat "Környezetvédelmi" Brigádja

### 1980
- Hajdu György, FKFV vezérigazgató
- Jakucs Pál botanikus, ökológus, az MTA tagja
- Sebestyén Olga, a biológiai tudományok doktora, Magyar Tudományos Akadémia
- Spanberger József, természetvédelmi területkezelő, Közép-Dunántúli Természetvédelmi Felügyelőség
- Szepesi Dezső, a műszaki tudományok kandidátusa, az Országos Meteorológiai Szolgálat Környezetvédelmi Osztály vezetője

### 1979
- Kolonics Zoltán, a Nitrokémiai Ipartelepek laborvezetője
- Láng István, a Magyar Tudományos Akadémia főtitkárhelyettese
- Mészáros Sándor nyugalmazott természetvédelmi őr
- S. Hegedűs László, a Hazafias Népfront  Országos Tanácsa Titkára

### 1978
- Hortobágyi Tibor, a Gödöllői Agrártudományi Egyetem tanszékvezető egyetemi tanára
- Jánossy Dénes a Magyar Természettudományi Múzeum osztályvezetője, a Magyar Madártani Egyesület elnöke
- Kiss József filmrendező
- Majer Antal, az Erdészeti és Faipari Egyetem tanszékvezető egyetemi tanára
- Sterbetz István, a Magyar Madártani Intézet igazgatóhelyettese

### 1977
- Kessler Hubert mérnökgeológus, a Vízgazdálkodási Kutató Intézet Karsztvízkutatási Osztály nyugalmazott vezetője
- Keve András a Magyar Madártani Intézet nyugalmazott főmunkatársa
- Pietsch René, az Országos Természetvédelmi Hivatal fotólaboratórium nyugalmazott vezetője
- Vertse Albert, a Magyar Madártani Intézet nyugalmazott igazgatója
- Zákonyi Ferenc, a Veszprém megyei Idegenforgalmi Hivatal nyugalmazott vezetője

### 1976
- Fülöp József akadémikus, a Központi Földtani Hivatal elnöke
- Pátkai Imre, a Magyar Madártani Intézet nyugalmazott igazgatóhelyettese
- Szabó László Vilmos biológia-földrajz szakos tanár, a Hortobágyi Nemzeti Park természetvédelmi felügyelője

### 1975
- Antalffy Gyula újságíró, a Magyar Nemzet olvasószerkesztője
- Kenyeres Lajos, az Országos Természetvédelmi Hivatal nyugalmazott elnökhelyettese
- Müller István, természetvédelmi őr
- Papp József dendrológus, nyugalmazott tanár, kertészmérnök
- Tildy Zoltán, az Országos Természetvédelmi Hivatal nyugalmazott elnökhelyettese